# Agrotis virilis
Agrotis virilis är en fjärilsart som beskrevs av Otto Staudinger 1915. Agrotis virilis ingår i släktet Agrotis och familjen nattflyn. Inga underarter finns listade i Catalogue of Life.